# Aeroporto de Akureyri
O Aeroporto de Akureyri (em islandês:  Akureyrarflugvöllur e em inglês:  Akureyri Airport; código IATA: AEY, código ICAO: BIAR) está situado no norte da Islândia, a 3 km a sul da cidade de Akureyri, e localizado na foz do rio Eyjafjarðará no fiorde Eyjafjörður.
Para além de voos domésticos, recebe voos charter sazonais e ainda alguns voos internacionais.

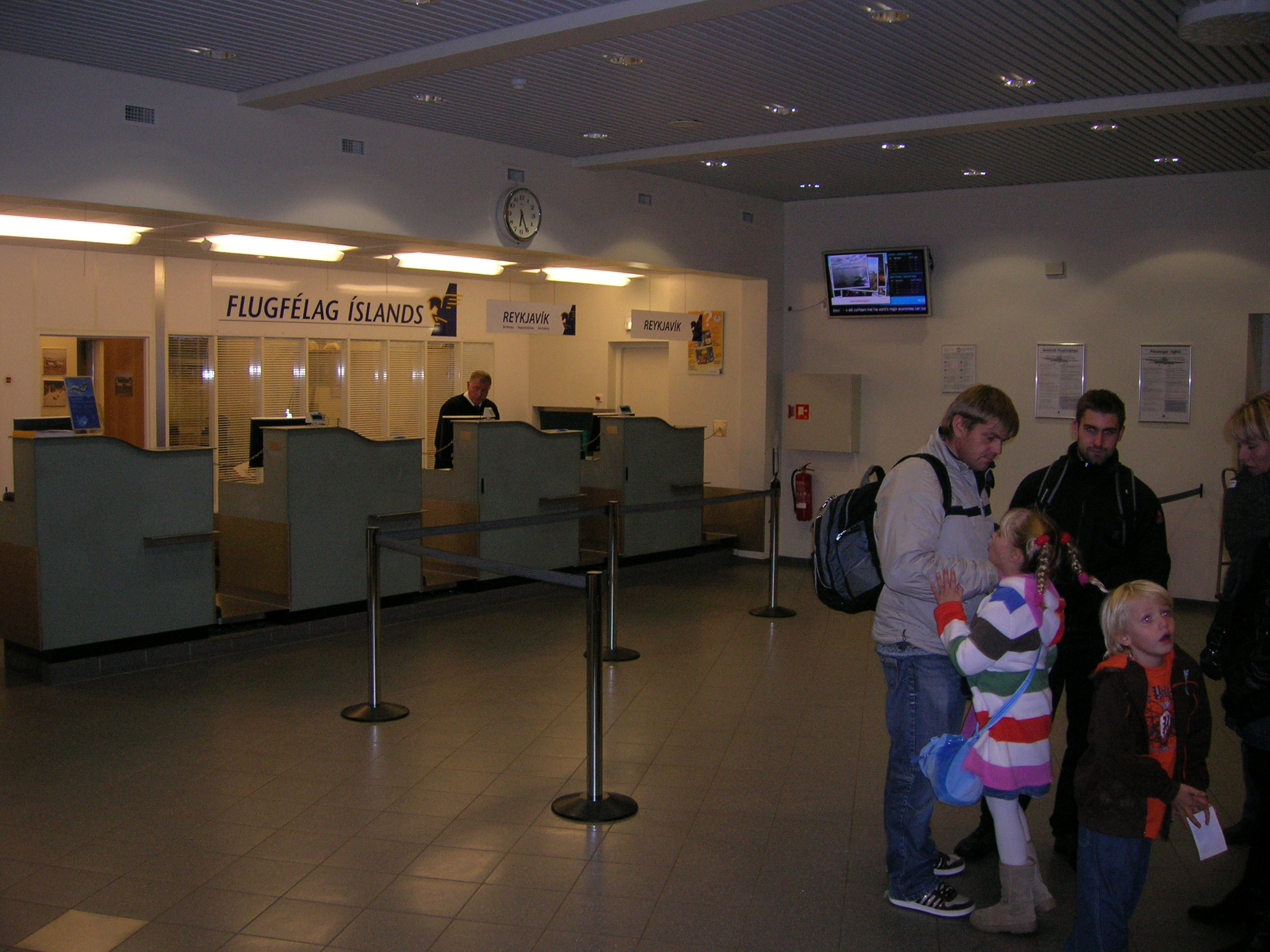
Entrada dos passageiros
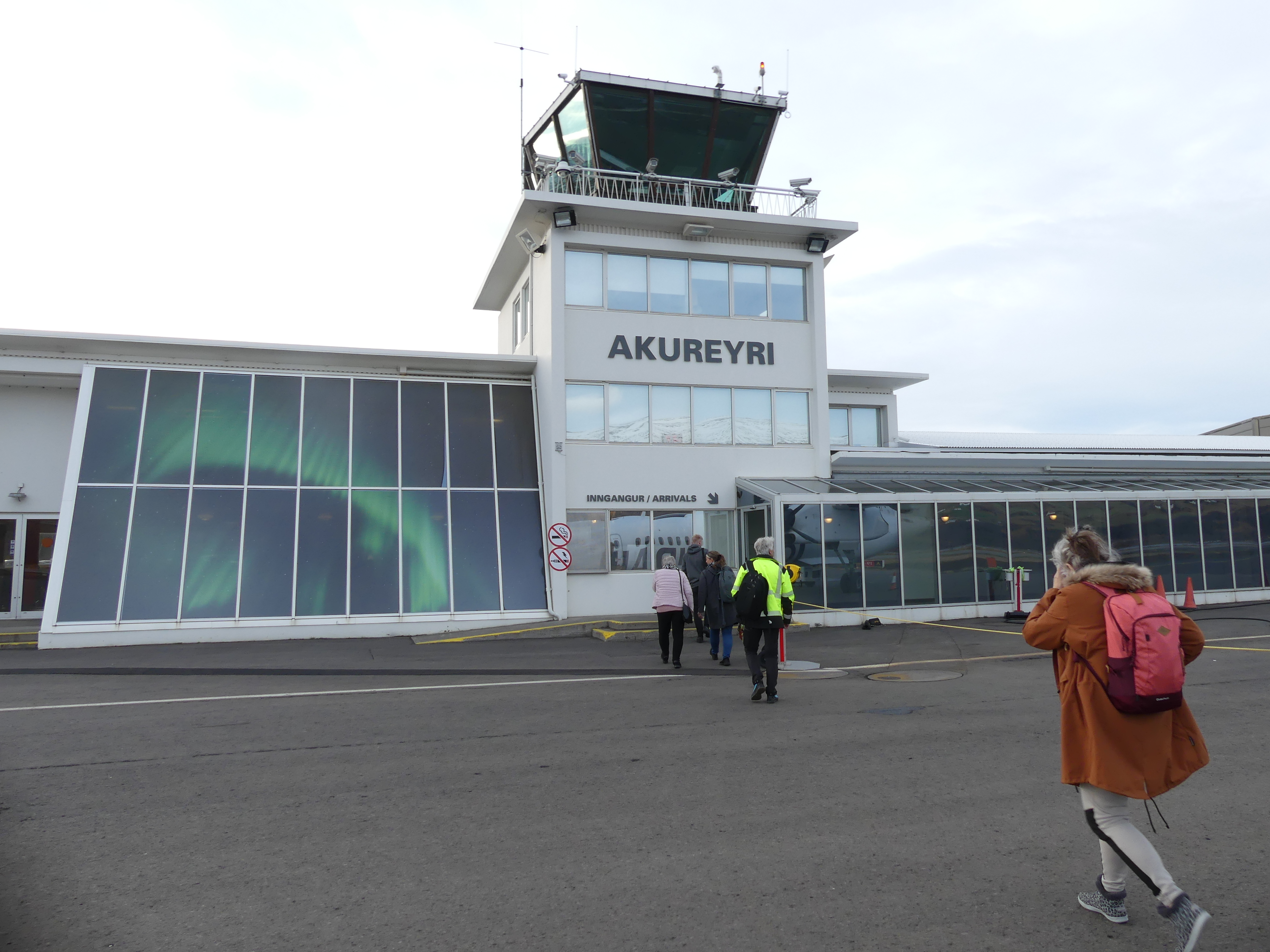
Exterior do aeroporto